# 埃尔科莱·博埃罗
埃尔科莱·博埃罗（義大利語：Ercole Boero，1890年—1952年6月12日），意大利前男子水球运动员。他曾代表意大利参加1920年夏季奥林匹克运动会水球比赛，结果获得第十一名。